# Deux-Sèvres
Il Deux-Sèvres (/dø sɛvʁ/) è un dipartimento francese della regione della Nuova Aquitania. Il territorio del dipartimento confina con i dipartimenti della Vienne a est, della Charente a sud-est, della Charente Marittima a sud-ovest, della Vandea (Vendée) a ovest e del Maine e Loira a nord.
Le principali città, oltre al capoluogo Niort, sono Bressuire, Parthenay, Thouars e Saint-Maixent-l'École.
Esso deve il nome alla Sèvre Nantaise, ultimo grande affluente della Loira, e alla Sèvre Niortaise, fiume costiero che si getta nell'Oceano Atlantico all'altezza dell'ansa dell'Aiguillon.